# NGC 255
NGC 255 (również PGC 2802) – galaktyka spiralna z poprzeczką (SBbc), znajdująca się w gwiazdozbiorze Wieloryba. Odkrył ją William Herschel 27 listopada 1785 roku.